# Pseudolamarckina
Pseudolamarckina es un género de foraminífero bentónico de la subfamilia Reinholdellinae, de la familia Ceratobuliminidae, de la superfamilia Ceratobuliminoidea, del suborden Robertinina y del orden Robertinida. Su especie tipo es Pulvinulina rjasanensis. Su rango cronoestratigráfico abarca desde el Jurásico medio hasta el Valanginiense (Cretácico inferior).

## Clasificación
Pseudolamarckina incluye a las siguientes especies:
- Pseudolamarckina dagniensis †
- Pseudolamarckina furssenkoi †
- Pseudolamarckina jotijae †
- Pseudolamarckina lamplughi †
- Pseudolamarckina merifica †
- Pseudolamarckina plana †
- Pseudolamarckina polonica †
  - Pseudolamarckina polonica bieleckae †
  - Pseudolamarckina polonica spatiosa †
- Pseudolamarckina psebaica †
- Pseudolamarckina rjasanensis †
- Pseudolamarckina suvalkensis †
- Pseudolamarckina tscharagensis †
- Pseudolamarckina volgensis †

Otra especie considerada en Pseudolamarckina es:
- Pseudolamarckina ciliega †, de posición genérica incierta